# Svartsjön, Medelpad
Svartsjön är en sjö i Sundsvalls kommun i Medelpad och ingår i Indalsälvens huvudavrinningsområde. Sjön har en area på 0,0898 kvadratkilometer och ligger 382,5 meter över havet. Sjön avvattnas av vattendraget Örabäcken.

## Delavrinningsområde
Svartsjön ingår i det delavrinningsområde (697290-154885) som SMHI kallar för Ovan Öratjärnbäcken. Medelhöjden är 358 meter över havet och ytan är 14,62 kvadratkilometer. Det finns inga avrinningsområden uppströms utan avrinningsområdet är högsta punkten. Örabäcken som avvattnar avrinningsområdet har biflödesordning 3, vilket innebär att vattnet flödar genom totalt 3 vattendrag innan det når havet efter 71 kilometer. Avrinningsområdet består mestadels av skog (77 procent). Avrinningsområdet har 0,8 kvadratkilometer vattenytor vilket ger det en sjöprocent på 5,5 procent.